# Belvedere di San Leucio
Le  Belvedere di San Leucio est un complexe monumental situé dans la frazione San Leucio de Caserte, réalisé par Charles III d'Espagne, roi de Naples et de Sicile. Le Belvedere avec le Palais de Caserte et l'Aqueduc Carolino est proclamé patrimoine de l'humanité par l'UNESCO en 1997.

## Histoire
Le roi Charles de Bourbon, encouragé par le ministre Bernardo Tanucci prend l'initiative d'envoyer en formation en France des jeunes pour apprendre l'art du tissage afin de travailler ensuite dans les usines du royaume. 
En 1778 l'architecte Francesco Collecini, projette un ensemble d'édifices afin d'y installer une communauté connue sous le nom de la Colonie royale de San Leucio, sur la base d'une loi spéciale de 1789 et des règles établies uniquement pour cette communauté. Les travailleurs locaux sont rapidement rejoints par des artisans français, génois, piémontais et messinois attirés par les nombreux avantages dont bénéficient les travailleurs dans les usines de soie.
Les travailleurs des usines de soie se voient attribuer une maison dans la colonie, bénéficient de la formation gratuite pour les membres de la famille. De fait la formation des disciplines professionnelles est obligatoire pour tous les hommes et femmes, les heures journalières de travail sont 11, pour 14 dans le reste de l'Europe.
Les maisons sont conçues avec le maximum de commodités, équipées d'eau courante et des toilettes. Les femmes reçoivent une dot du roi afin d'épouser un membre de la colonie, et chacun dépose une partie de leurs gains dans un pot commun dit « de la charité ». Il n'y a pas de différence entre les individus quel que soit leur travail, l'homme et la femme jouissant d'une parité totale dans un système basé exclusivement sur la méritocratie. Dans la communauté, basée sur la fraternité, la propriété privée est abolie et les soins sont garantis pour les personnes âgées et les infirmes.
Ce modèle d'expérience sociale, basé sur la justice et l'équité sociale est innovateur et rare au XVIIIe siècle.
Le projet d'extension est interrompu en 1799 avec la descente de Napoléon Bonaparte en Italie, et la naissance de la République napolitaine. Cependant, au cours du gouvernement français de Joachim Murat (1808-1815), San Leucio continue son développement industriel.
Après la restauration, le projet de construction d'une nouvelle ville est mis de côté, mais les industries et les bâtiments continuent à se développer, ainsi que le palais du Belvédère. Le projet utopique prend fin avec l'unification de l'Italie , mais la tradition et de la qualité de la production de tissus de soie perdure.

## Description
Les édifices présents sont les témoignages de l'organisation industrielle et sociale de la petite ville. les témoignages de la présence de la famille royale sont en harmonie avec ceux des différentes activités des travailleurs de la manufacture de la soie, des enseignants, des activités scolaires, avec les logements des ouvriers, des enseignants et des directeurs.
Le long du Belvédère, se trouve la Trattoria, le seul bâtiment pour l'hébergement des visiteurs, puis on rejoint la « colonie royale de San Leucio » par une porte sous un arc surmonté du blason royal soutenu deux lions. A droite et à gauche, il y a deux immeubles hébergeant la classe ouvrière, le Saint-Charles et le Saint-Ferdinand, trente-sept appartements. Les quartiers ouvriers sont reliés au palais du Belvédère par un double escalier qui entoure les écuries royales. Les deux rampes se terminant sur l'avant-cour du Belvédère, à l'entrée de l'église dédiée à San Ferdinando Re (1776).
Après avoir longé le bâtiment sur une cinquantaine de mètres on atteint l'entrée du complexe monumental, en haut à droite, le long du bâtiment de l'usine se trouve le  cuculliera, endroit où ont été élevés les vers à soie.
Le plafond de l'appartement de la salle à manger est décoré à fresques par  Fedele Fischetti avec des scènes allégoriques de Bacchus et Ariane et la salle de bain avec des dessins encaustique de Jacob Philipp Hackert.
L'usine de soie, est un musée d'archéologie industrielle avec les outils pour la production et la transformation de la soie, une grande salle avec des métiers filature en bois fonctionnels, des objets, le moulin et du textile.
Au rez-de-chaussée, deux grands tordeurs, reconstruits d'après d'anciens modèles, autrefois entraînés par des machines hydrauliques. 
Dans la partie ouest du  Belvedere se trouvent sur différents niveaux des jardins à l'italienne reliés par des escaliers. A l'intérieur se trouvent des fontaines entourées d'arbres fruitiers et d'un jardin d'agrumes.